# Triumph X-75 Hurricane
La Triumph X-75 Hurricane était une moto « spéciale usine » conçue par le spécialiste en carénage, Craig Vetter. La X-75 avait une carrosserie en fibre de verre, un réservoir d'essence de trois gallons, une boite de vitesses à rapports courts et un échappement triple spécifique sur le côté droit. On attribue à la X-75 l'origine d'une nouvelle catégorie de moto, le Cruiser.
La moto fut finalement commercialisée en 1972 en tant que modèle Triumph, l’usine BSA ayant fermé ses portes à la fin de cette même année.

## Historique
Don Brown, le distributeur américain BSA, demanda à Vetter de personnaliser une BSA Rocket 3 pour plaire davantage aux goûts des américains. 
Lorsqu'en 1968 les nouveaux tricylindres BSA Rocket 3 et Triumph Trident furent présentés à la direction américaine BSA-Triumph, les dirigeants furent déçus. Ils savaient que Honda allait présenter une moto importante (la CB 750) et estimaient le prix à 1 800 $ était trop élevé. De plus les détails techniques comme les carters séparés verticalement et les poussoirs OHV de soupapes étaient loin d'être à la pointe de la technologie. Cependant, ils reconnurent que la moto était rapide et une équipe de vente dirigée par le vice-président de BSA, Don Brown, décida de lancer la moto en utilisant une Rocket-3 pour établir des records à Daytona, records qui furent battus par la suite en 1971 par la Kawasaki 900 Z1.
Brown estimait que les tricylindres BSA/Triumph avaient besoin d'un look différent pour réussir aux États-Unis. Pour ce faire, il chargea le designer Craig Vetter de donner à la BSA A75 un peu plus de personnalité dans le but de la rendre « plus élégante et plus équilibrée ». Brown révéla le projet de Vetter à Peter Thornton, président de BSA/Triumph North America, mais comme l’initiative de Brown n’avait pas été validée par BSA, Vetter eut des problèmes de rémunération et dut attendre deux ans avant de recevoir ses honoraires.
Vetter créa la Hurricane au cours de l'été 1969 et, en octobre 1969, il dévoila le prototype portant le logo « BSA » sur le réservoir en tant que nouvelle « Rocket Three ». Thornton et les responsables américains furent véritablement impressionnés. La moto fut ensuite envoyée au Royaume-Uni, arrivant en Angleterre au moment même où la marque BSA était sur le point de disparaître. Dans les bureaux du design de BSA-Triumph à Umberslade Hall, le designer en chef Bert Hopwood jugea le concept trop « à la mode ». Cependant, face aux réactions très positives du public pour ce projet lorsqu’il apparut dans le magazine américain Cycle World en septembre 1970, les responsables britanniques changèrent d’avis. Ils réalisèrent qu'ils disposaient d'un stock important de pièces BSA Rocket-3 obsolètes qui pourraient désormais être transformées en une moto à un prix avantageux.
L'ingénieur Steve Mettam fut chargé de superviser la production pour la saison 1972/1973. La BSA Rocket 3 modifiée de Vetter devint ainsi la Triumph X-75 Hurricane. 1 183 moteurs furent mis de côté pour la production de la X-75. Cependant il était déjà trop tard, BSA était déjà au bord de la faillite et le concept avait été soumis à une production limitée à seulement 1 200 exemplaires en 1972. La production fut arrêtée en 1973, la X-75 n'étant plus en mesure de respecter les nouvelles normes américaines en matière de limitations du bruit. 
Le prototype de la BSA Hurricane est exposé au musée du Motorcycle Hall of Fame de l'AMA à Pickerington, Ohio.

Triumph Hurricane au musée national de la moto de Birmingham
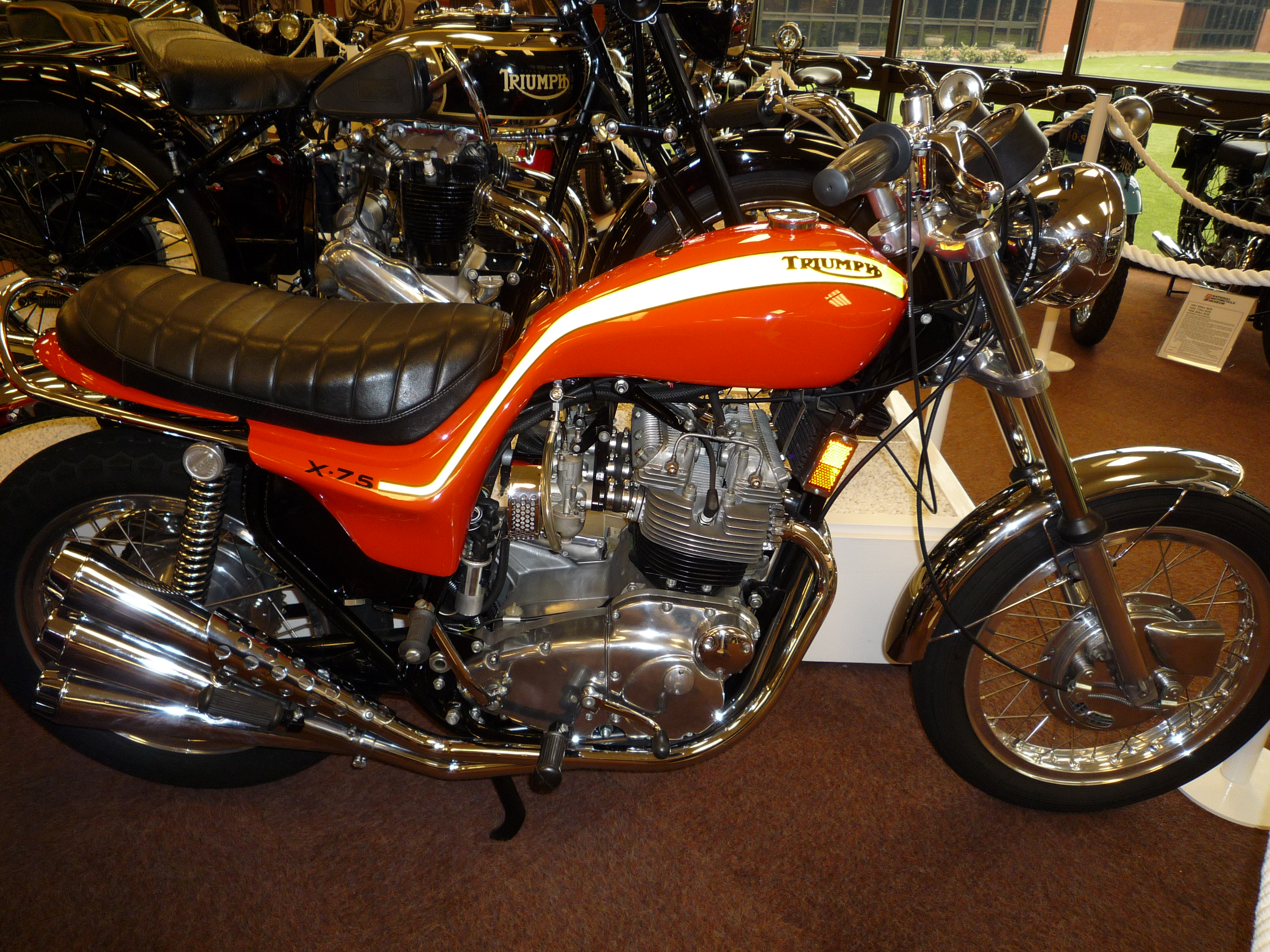
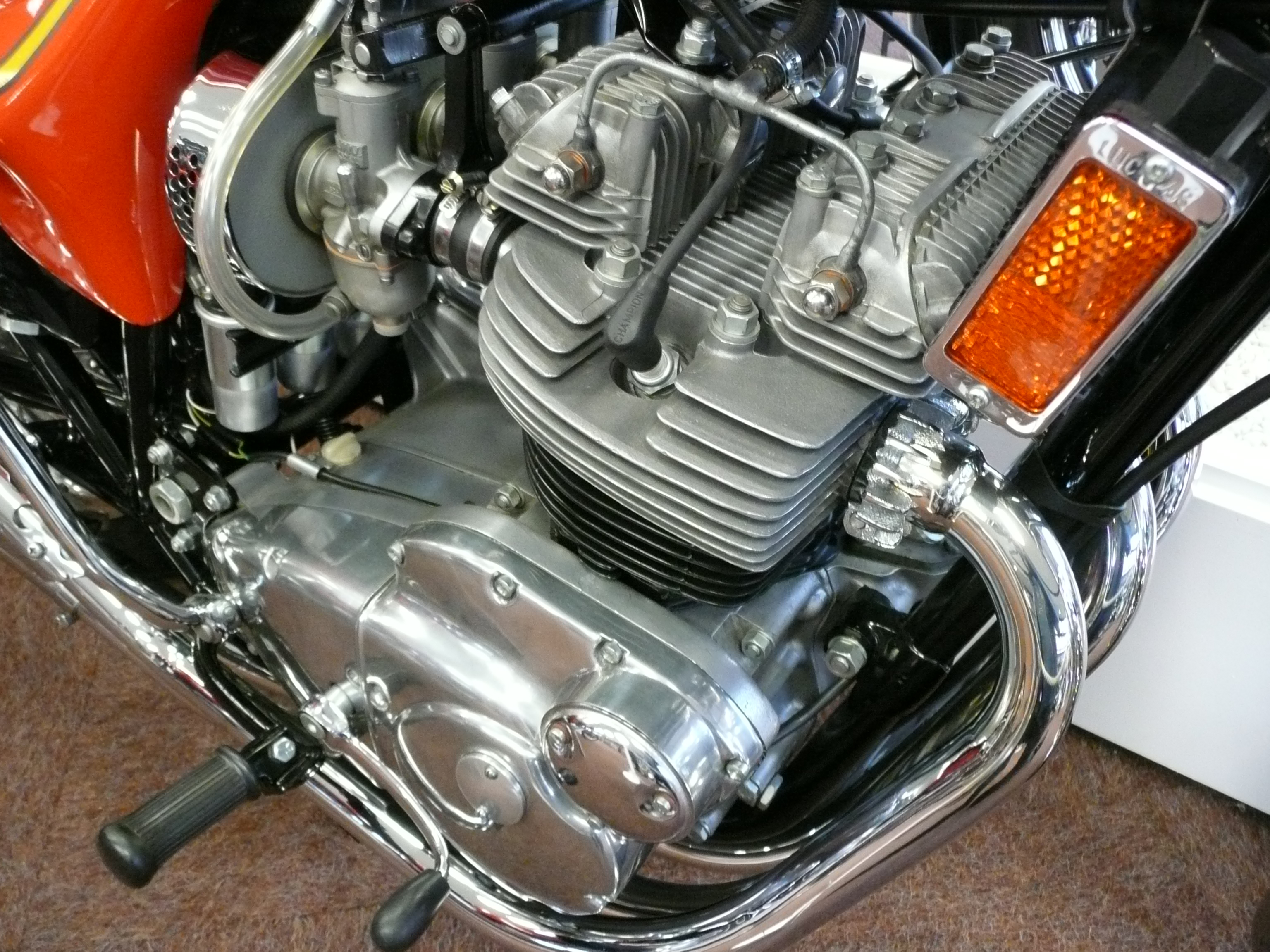
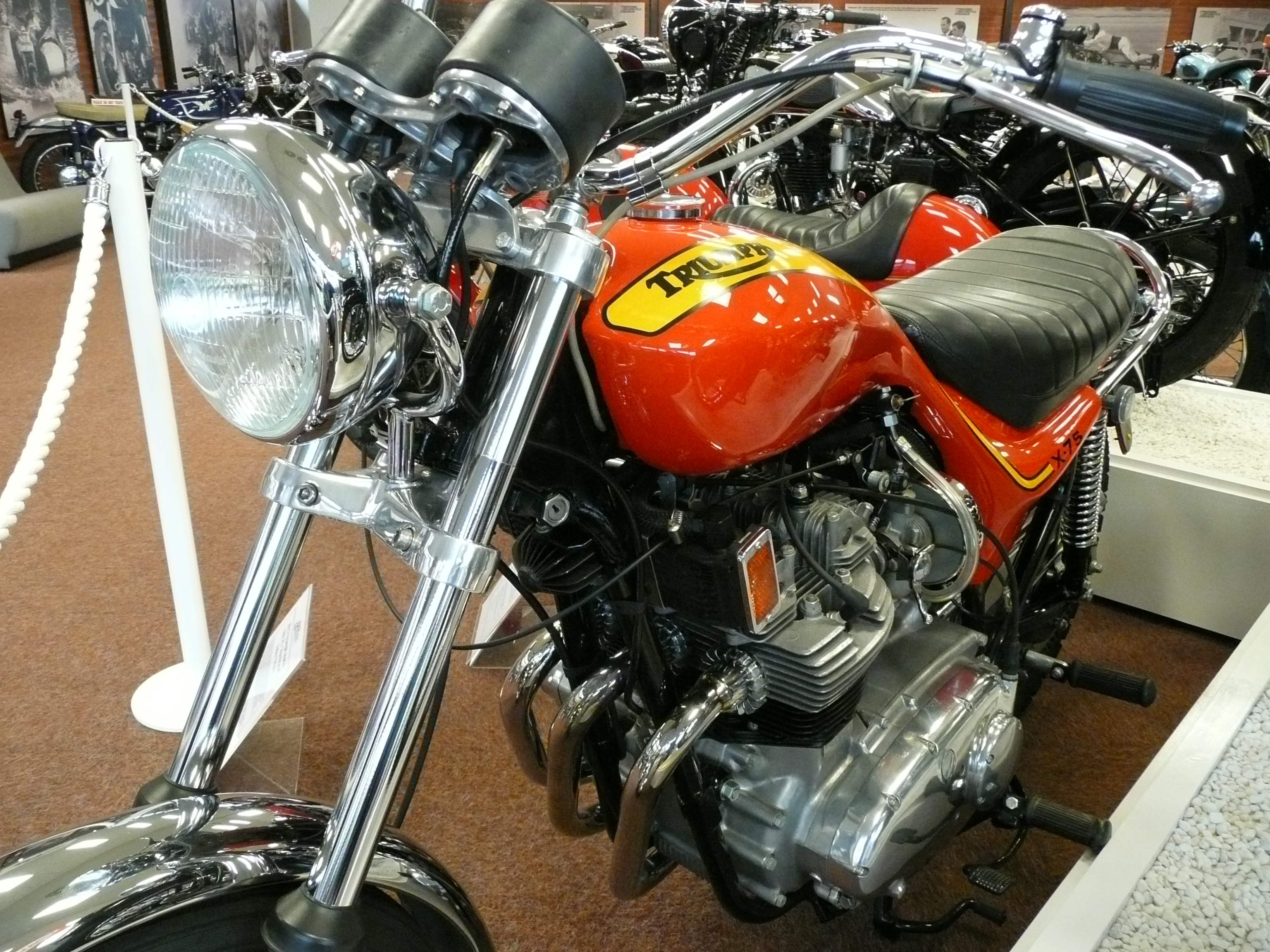

## Culture populaire
- En 2005, à la demande de Craig Vetter, Minichamps réalisa un modèle à l'échelle 1:12 de la Hurricane[9].